# 2. deild Wysp Owczych (2018)
W roku 2018 odbywa się 25. edycja 2. deild Wysp Owczych – trzeciej ligi piłki nożnej Wysp Owczych. W rozgrywkach wzięło udział 10 klubów z całego archipelagu. Drużyny z pierwszego i drugiego miejsca uzyskały prawo gry w 1. deild - drugim poziomie ligowym na archipelagu, a kluby z dziewiątego i dziesiątego spadły do 3. deild.

## Uczestnicy
| Uczestnicy 2. deild Wysp Owczych 2017                                                                         | Uczestnicy 2. deild Wysp Owczych 2017 | Uczestnicy 2. deild Wysp Owczych 2017 | Uczestnicy 2. deild Wysp Owczych 2017 |
| --- | ------------------------------------- | ------------------------------------- | ------------------------------------- |
| VÍKIII | Víkingur III Gøta                     | 3                                     |                                       |
| EBSII | EB/Streymur II                        | 4                                     |                                       |
| 07II | 07 II Vestur                          | 5                                     |                                       |
| NSÍIII | NSÍ III Runavík                       | 6                                     |                                       |
| KÍ III | KÍ III Klaksvík                       | 7                                     |                                       |
| ABII | AB II Argir                           | 8                                     |                                       |
| B68 II | B68 II Toftir                         | 9                                     |                                       |
| Spadek z 1. deild Wysp Owczych 2017                                                                           |                                       |                                       |                                       |
| B36II | B36 II Tórshavn                       | 9                                     |                                       |
| ÍF II | ÍF II Fuglafjørður                    | 10                                    |                                       |
| Awans z 3. deild Wysp Owczych 2017                                                                            |                                       |                                       |                                       |
| UFF | Undrið FF                             |                                       |                                       |
| Oznaczenia: - kolumna pierwsza – skróty nazw drużyn, - kolumna trzecia – miejsce zajęte w poprzednim sezonie. |                                       |                                       |                                       |

## Tabela ligowa
| Lp. | Drużyna                | M  | Z  | R | P  | Bramki | Bramki | Różn. | Pkt | Uwagi              |
| --- | ---------------------- | -- | -- | - | -- | ------ | ------ | ----- | --- | ------------------ |
| 1   | EB/Streymur II (A)     | 18 | 16 | 0 | 2  | 79     | 20     | +59   | 48  | Awans do 1. deild  |
| 2   | B36 II Tórshavn (A)    | 18 | 13 | 3 | 2  | 45     | 15     | +30   | 42  | Awans do 1. deild  |
| 3   | Undrið FF              | 18 | 10 | 2 | 6  | 41     | 35     | +6    | 32  |                    |
| 4   | Víkingur III Gøta      | 18 | 9  | 1 | 8  | 42     | 45     | −3    | 28  |                    |
| 5   | B68 II Toftir          | 18 | 7  | 2 | 9  | 35     | 33     | +2    | 23  |                    |
| 6   | AB II Argir            | 18 | 6  | 4 | 8  | 34     | 44     | −10   | 22  |                    |
| 7   | KÍ III Klaksvík        | 18 | 6  | 2 | 10 | 30     | 50     | −20   | 20  |                    |
| 8   | 07 II Vestur           | 18 | 7  | 1 | 10 | 39     | 46     | −7    | 22  |                    |
| 9   | NSÍ III Runavík        | 18 | 5  | 2 | 11 | 40     | 43     | −3    | 17  |                    |
| 10  | ÍF II Fuglafjørður (S) | 18 | 2  | 1 | 15 | 27     | 81     | −54   | 7   | Spadek do 3. deild |